# Izmáilov (Krasnodar)
Izmáilov (del ruso: Измайлов) es un jútor del raión de Novokubansk en el krai de Krasnodar de Rusia. Está situado en las llanuras de la orilla izquierda del río Kubán, 15 km al suroeste de Novokubansk y 152 km al este de Krasnodar. Tenía 314 habitantes en 2010.
Pertenece al municipio Verjnekubánskoye.